# قمح
القمح  أو الحِنطة أو فوم جنس نبات حولي من الفصيلة النجيلية، وينتج القمح حبوباً مركبة على شكل سنابل حيث تعتبر هذه الحبوب الغذاء الرئيسي لكثير من شعوب العالم، لا ينافسها في هذا المجال إلا الذرة والأرز، حيث تتقاسم هذه الحبوب غذاء البشر على وجه الأرض.
يزرع القمح في أكثر بلاد العالم مرة واحدة في السنة وفي بعض البلدان يزرع مرتين. والقمح له أنواع متعددة جداً، فمنها ما يصلح لعمل الخبز ومنه ما يصلح لعمل المعجنات أو المعكرونة.
يزرع القمح في كثير من دول العالم بالاعتماد على ماء المطر في السقي، وفي بلدان أخرى يزرع بالاعتماد على الري بالواسطة.
ويستخدم القمح في صنع الدقيق الذي يمكن من خلاله صنع الخبز والكعك والكثير من الأطعمة الشهية.

## تاريخ

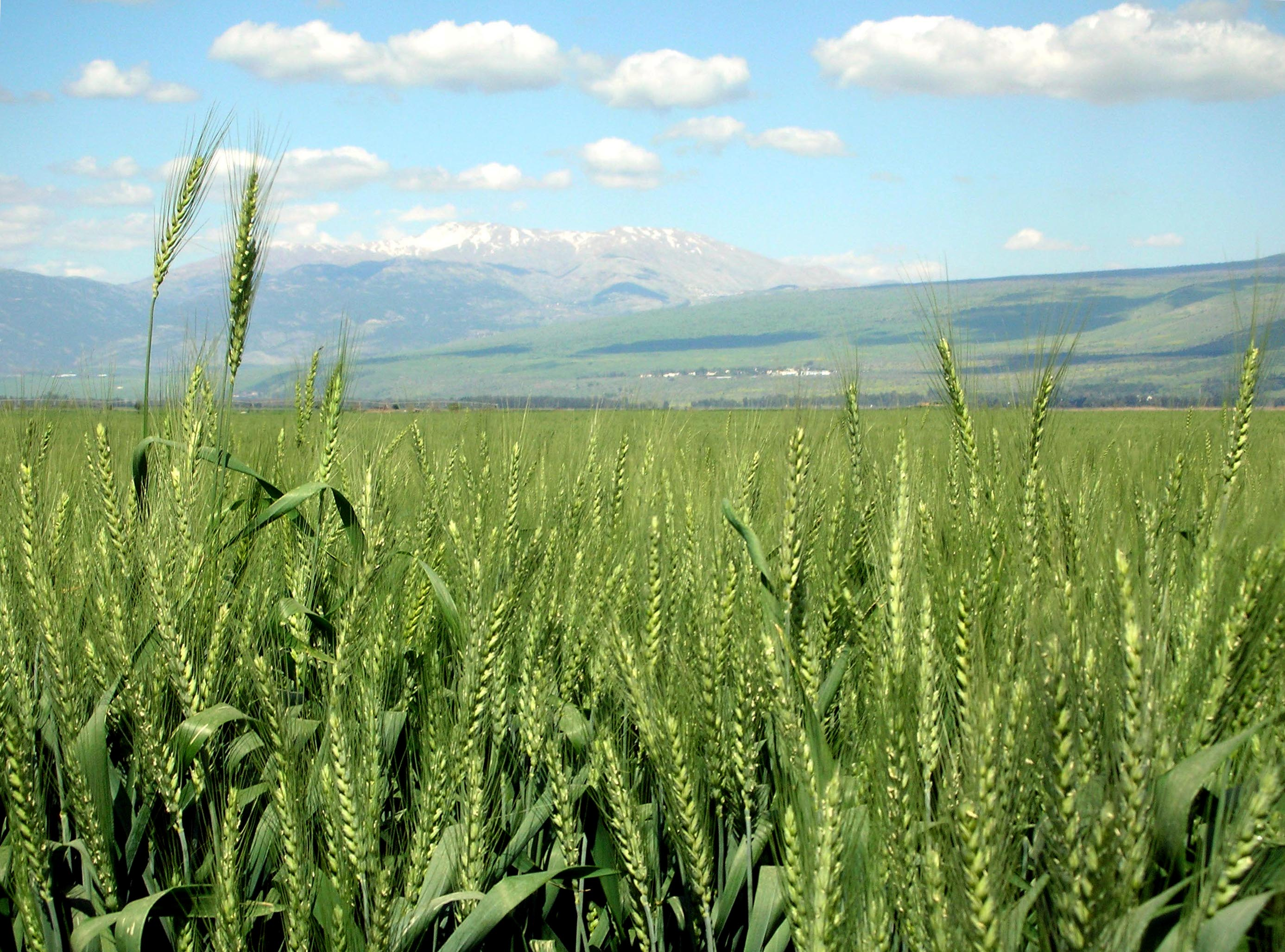
حقول القمح في وادي الحولة، فلسطين

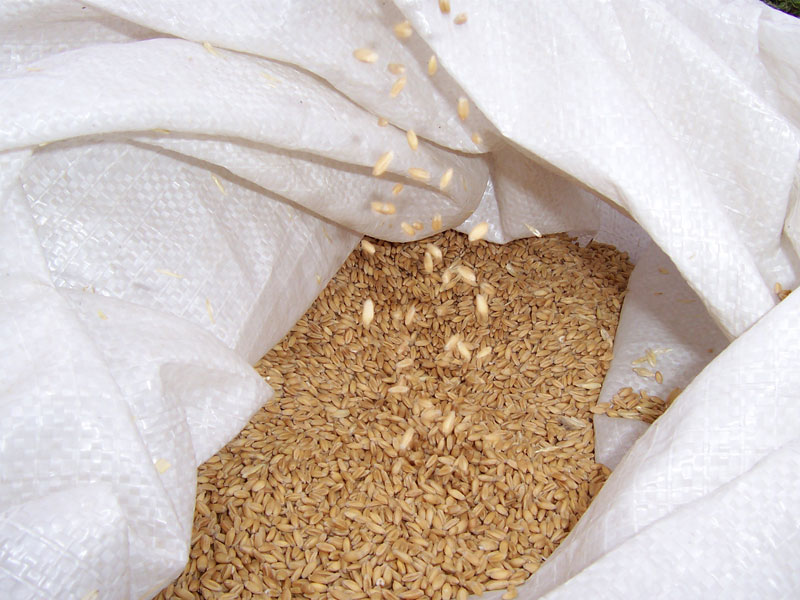
حبوب القمح

وجدت أقدم آثار لقمح الخبز المستأنس في العالم في وادي قلات جنوب العاصمة الأردنية عمان، وقد أُرخت تواريخ الحبوب المكتشفة بين 9200 و 9500 سنة بواسطة الكربون المشع.
كما اكتشف قمح ثنائي الحبة في منطقة تل أبو هريرة في سوريا وفي أريحا وغيرهما من المناطق مثل التي تعتبر من أقدم مناطق الاستئناس لهذا النوع من القمح.
استعمل السكان الأوائل القمح لصناعة الخبز الذي صنع بالبدء من خليط ذرات القمح الخشنة مع الماء، وقد طورالإنسان القديم مع مرور الزمن طريقةً لسحق حبوب القمح الخشنة للحصول على ذرات ناعمة عندما تخلط مع الماء تعطي خبز أفضل (الخبز القديم كان يسبب مشاكل للأسنان وللمعدة أثناء الهضم) طَحْن الطحين قديماً عبر وضع حبات القمح بين الأحجار أَو العجلات الصلبة وكان نادراً ما يخلوا بيت من أحجار الرحى ثم عبر مرور الزمن قام الإنسان بصنع مطاحن كبيرة مخصصة لأهل المدينة أو البلدة الواحدة (100 ق م) وكانت عملية تدوير حجار الرحى تتم باستخدام العبيد أو البهائم أو بقوة المياه ولم تطور صناعة الطحين منذ ذلك الوقت حتى اكتشاف المطاحن الهوائية التي تعتمد على قوة الرياح لدفع عجلات الطحن (1000 م) مما زاد في جودة ونعومة ذرات الطحين ولكن التطور الحقيقي حدث منذ اكتشاف المحرك البخاري وازدياد اعتماد الإنسان على الآلات الميكانيكية في الصناعة الحديثة فقام بصنع المطاحن الضخمة التي تعطي كميات كبيرة من الطحين وبجودة لم تكن متوفرة قبلاً (ذرات أنعم، رطوبة أقل، وقت وجهد أقل).
المخترع الأمريكي ومركب الطواحين البخارية أوليفير إيفانس أول من قام بتَطبيق مكننة الطحن في (1785 م) وحتى أن إيفانس هو الذي أعطى الإذن بإجراء التحسينات على طاحونتِه إلى توماس جيفرسون في (1808 م) وبحلول (الـ1870 م) تَطلّبت الطواحين أقل مِن ثلاث عمال لإنجاز عملية الطحن.

## تعريف

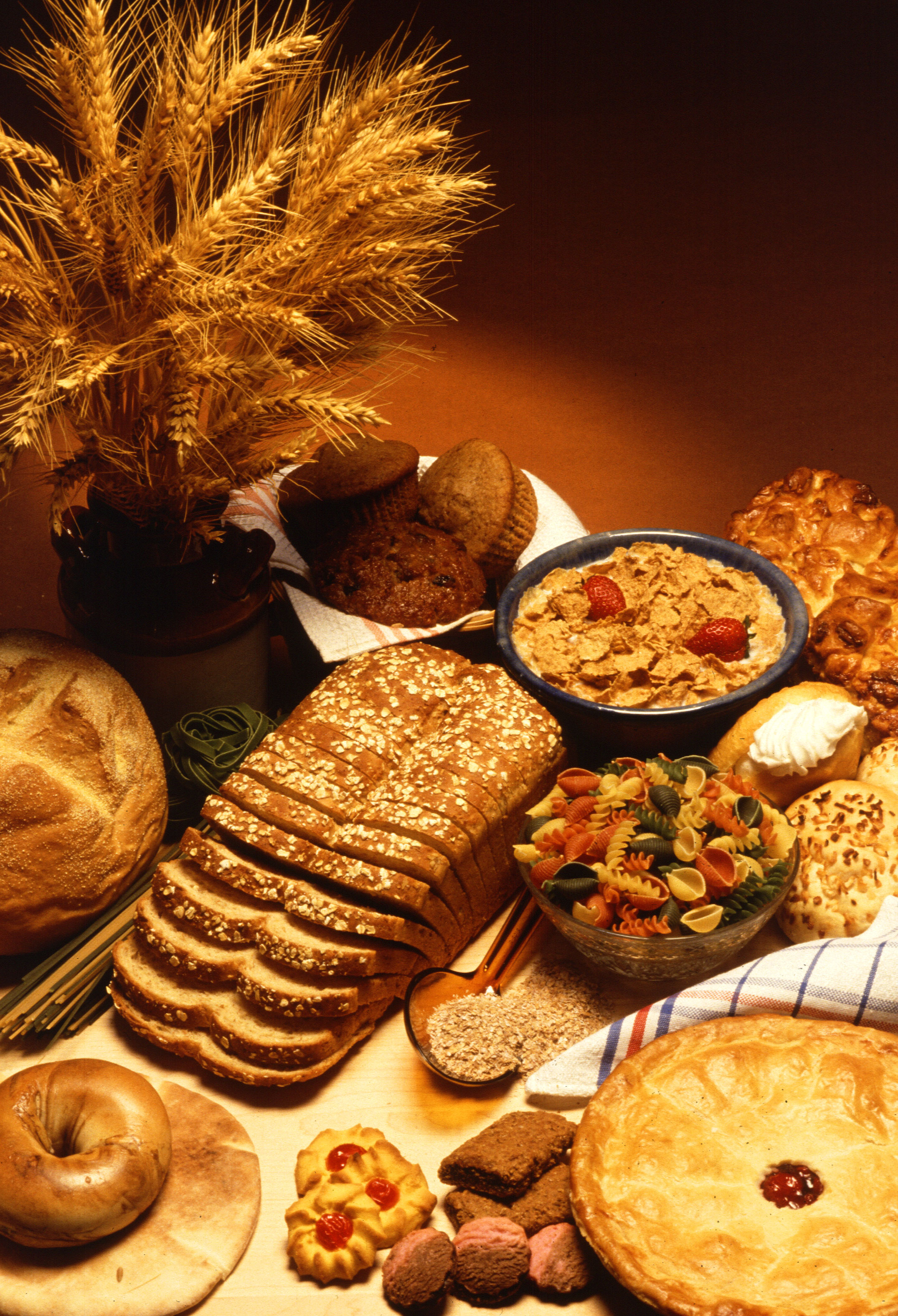
منتجات القمح

القمـح أكثر المحاصيل الغذائية أهمية في العالم. وتعتمد مئات الملايين من الناس في جميع أنحاء العالم على الأغذية التي تصنع من حبوب نبات القمح. ويتم طحن هذه الحبوب فتصبح دقيقاً يدخل في عمل البسكويت والخبز، والكعك، والشباتي، والمعكرونة، والإسباجتي، والبيتزا، وأطعمة أخرى.
والقمح يتبع الفصيلة النجيلية، فهو ينتمي إلى مجموعة الغلال أو حبوب الغلال. وتضم هذه المجموعة أيضاً الغلال الأخرى المهمة مثل: الأرز والذرة الشامية والشعير والذرة الرفيعة والشوفان والدخن والتريتيكيل والجاودار (الراي).
ويغطي القمح ـ في أجزاء من سطح الكرة الأرضية ـ أكبر مساحة من أي محصول غذائي آخر. والدول الرئيسية المنتجة للقمح في العالم هي: كندا والصين وفرنسا والهند وروسيا وأوكرانيا والولايات المتحدة. ويبلغ الإنتاج العالمي للقمح حوالي 735 مليون طن متري في العام. وهذه الكمية يمكن أن تملأ قطار بضائع يمتد حول العالم مرتين ونصف تقريبًا.
جمع الناس القمح البري قبل بداية الزراعة بزمن طويل. ويعتقد العلماء أنه منذ حوالي 11,000 عام مضت، اتخذ الناس في الشرق الأوسط أولى الخطوات تجاه الزراعة، وكان القمح واحدًا من أوائل النباتات التي زرعوها.
وبمضي الوقت أنتج المزارعون من الحبوب أكثر مما احتاجوه لطعامهم؛ ونتيجة لذلك لم يعد كثير من الناس في حاجة لأن ينتجوا غذاءهم، فانطلقوا لإتقان مهارات أخرى نافعة.
وقد أدّت هذه التغيرات إلى بناء المدن المتوسطة والكبيرة، واتساع التجارة، وتطوّر الحضارات العظمى في مصر القديمة والهند وبلاد ما بين النهرين.
وربما كان المزارعون الأوائل ينتقون الحبوب من أفضل نباتات القمح عندهم لاستخدامها تقاويَ لزراعة المحصول التالي. وبهذه الطريقة نقلت صفات معينة ومرغوب فيها من القمح على مدى عصور زراعته. وقد ترتب على مثل هذه الممارسات حدوث تطوّر تدريجي في تحسين سلالات وأنواع القمح.
وخلال القرن العشرين استنبط العلماء أصنافاً جديدة من القمح، تنتج كميات كبيرة من الحبوب تستطيع مقاومة البرودة والأمراض والحشرات وغيرها من العوامل الأخرى التي تهدد محصول القمح، ونتيجة لذلك ارتفع إنتاج القمح بدرجة كبيرة.

## أنواع القمح
من بين الأنواع الكثيرة التي تتبع جنس القمح، هناك نوعان يستعملان بشكل كبير هما:
- القمح الطري أو قمح الخبز
- القمح الصلب

## استعمالات القمح
نبات القمح

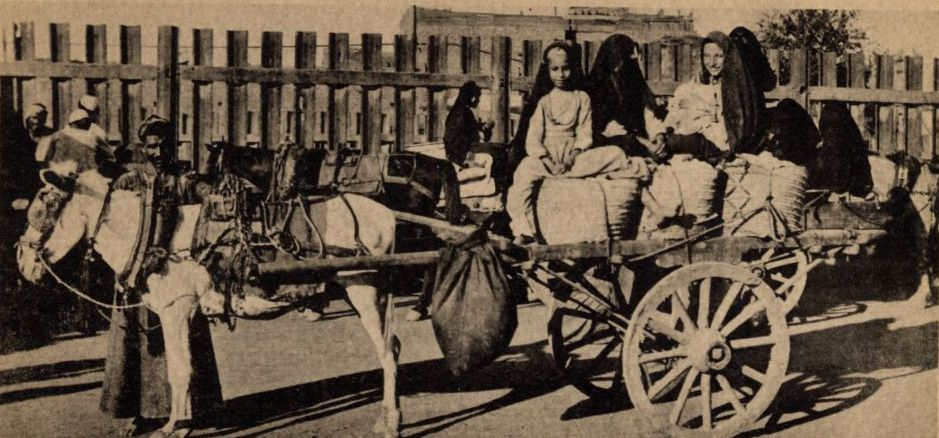
يرتبط القمح بثقافة مصر ارتباطا وثيقا. ويظهر في الصورة مشهد من ريف مصر والفلاحون يأخذون القمح للمضرب.

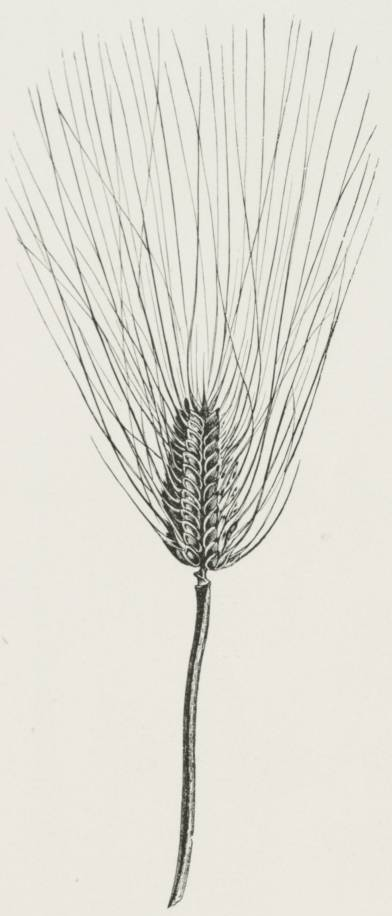
القمح المصري 1878م

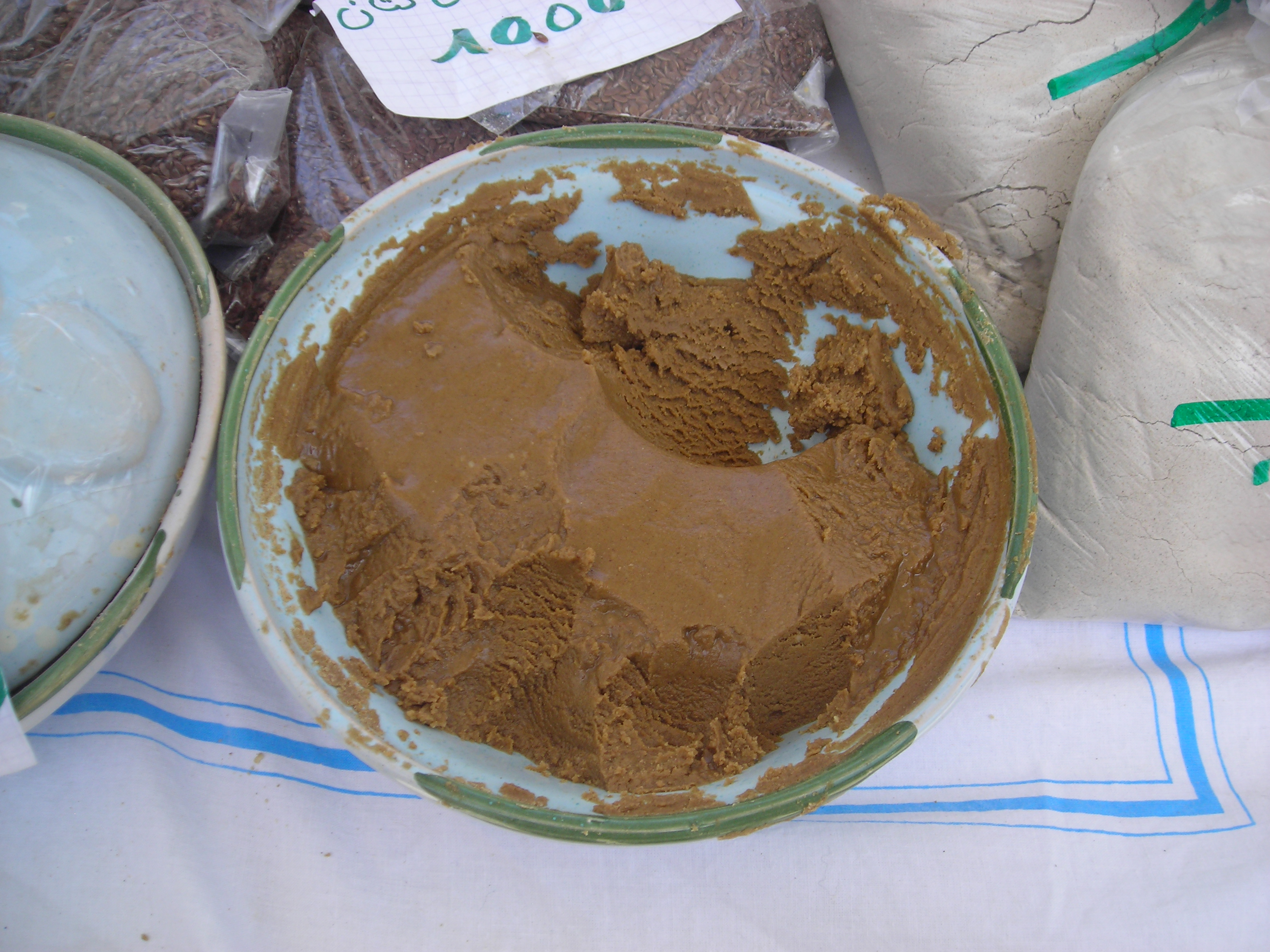
بسيسة قمح - تونس

تتميز نباتات القمح الصغيرة بلونها الأخضر الزاهي، وتبدو مثل النجيل، ويتراوح طول النبات من 0,6-1,5م. وهي تتحول إلى لون بني مائل إلى الاصفرار عندما تنضج.
التركيب

تتكون الأجزاء الرئيسية لنبات القمح الكامل النمو من الجذور والساق والأوراق والقمة (النورة السنبلة). وللقمح نوعان من الجذور، ابتدائية وثانوية. تنمو من ثلاثة إلى خمسة جذور ابتدائية تمتد حوالي3,5 إلى 7,5سم تحت سطح التربة، وتعيش هذه الجذور عادة لمدة ستة إلى ثمانية أسابيع فقط. وعندما يبدأ الساق في النمو خارجًا من التربة، فإن الجذور الثانوية تتكون تحت السطح مباشرة، وهي أكثر سمكاً ومتانة من الجذور الابتدائية، وتثبِّت النبات بإحكام في التربة. ويقع معظم المجموع الجذري في الطبقة العليا من التربة لعمق 38 -50سم. وإذا كانت التربة خفيفة، فقد ينتشر المجموع الجذري لعمق يبلغ 210سم.
ومعظم نباتات القمح لها ساق رئيسية وعدّة سيقان فرعية تسمّى خلْفَات (أشطاء أو ساق طارئة تنشأ في ساق الزرع)، ولكلّ ورقة في نبات القمح غمد ونصل. يلتفّ الغمد حول الساق أو الخلْفَة، أما النصل الطويل المسطّح الرفيع فيمتد من قمّة الغمد. ويقع كل نصل على الجانب المقابل من السّاق الذي يوجد به النصل الذي تحته مباشرة.
تسمى قمة نبات القمح السنبلة، وتتكون في أعلى كل ساق رئيسية وخَلْفة. وتتركب السنبلة من ساق متعددة المفاصل وتحمل مجاميع من الأزهار، تسمى السنيبلات، تتفرّع عند كل مفصل، وتحتوي كل سنيبلة أولية على حبة قمح مغلّفة في قشرة. ولكثير من أنواع القمح شعر خشن صلب يسمى الحسك أو السفا يمتد من السنبلات. وتحمل سنبلة القمح النّموذجية من 30 إلى 50 حبة.
يبلغ طول حبة القمح عادة من 3 إلى 9ملم، ولها ثلاثة أجزاء رئيسية هي: النّخالة، والسويداء، والجنين. فالنخالة أو غطاء البذرة تُغطي سطح الحبّة وتتكوّن من عدّة طبقات، وتُشكل ما يبلغ حوالي 14% من الحبَّة. وفي داخل النّخالة توجد السويداء والجنين. وتُشَكّل السويداء الجزء الأكبر من الحبة، أي حوالي 83%. أما الجنين، فيكوّن 3% فقط من الحبة، وهو جزء البذرة الذي ينمو إلى نبات جديد بعد زراعتها.
النمو والتكاثر
تبدأ حبة القمح في امتصاص الرطوبة والانتفاخ بعد فترة قصيرة من زراعتها. وتظهر الجذور الأوّلية، ثم تبدأ الساق في النمو تجاه سطح التربة. وبعد أسبوع إلى أسبوعين، يظهر النبات الصغير فوق الأرض، وفي أقل من شهر، تظهر الأوراق والخلفة كما تبدأ الجذور الثّانوية في النّمو.
وفي الربيع، عندما يكون الجو مناسبًا، تمتد السيقان، من أغمدة الأوراق، ثم تظهر القمم على الخلفة بعد ذلك بقليل. وبعد بضعة أيام من بزوغ السنبلة من الغمد، تلقح الأزهار ثم تتحول إلى حبات قمح. وتلقح كل زهرة قمح نفسها عادة، وأحيانًا تحمل الرياح حبوب اللقاح من زهرة وتلقح زهرة أخرى.
يصبح القمح تام النضج بعد حوالي 30-60 يومًا من الإزهار تبعًا للظروف الجوية. وخلال فترة النضج تزداد الحبوب في الحجم وتتصلب تدريجياً إلى أن يصبح النبات كلّه جافًا ويتحول لونه إلى بني مائل للاصفرار. وقد يكون لون الحبوب الناضجة أبيض، أو أحمر، أو أصفر، أو أزرق، أو بنفسجياً، تبعًا لصنف القمح.
غذاء للناس

يعد القمح أكثر الأغذية أهمية لما يزيد على ثلث سكان العالم نظراً لأنه يدخل في عمل معظم الوجبات بصورة أو بأخرى، إذ يؤكل القمح بدرجة رئيسية في الخبز والأطعمة الأخرى التي تُحضَّر من دقيق القمح. كما أنّ الناس يأكلون القمح أيضًا في المعكرونة والإسباجتي، والصور الأخرى من دقيق المعكرونة وفي حبوب وجبات الإفطار.
دقيق القمح ممتاز في الخبز لأنه يحتوي على مادة بروتينية تسمى الجلوتين تجعل العجين مرنًا، مما يسمح للعجين المحتوي على الخميرة بالانتفاخ. وتستخدم نسبة كبيرة من دقيق القمح الذي يطحن في الدول الصناعية بوساطة المخابز التجارية لإنتاج الخبز والفطائر والكعك والشباتي والقطايف والقرصان والأصناف الأخرى، بالإضافة إلى أن دقيق القمح والمعجنات المحتوية عليه تباع أيضاً لاستخدامها في المنازل.
ولإنتاج دقيق القمح يقوم أصحاب المطاحن بطحن حبوب القمح إلى مسحوق ناعم. وحبوب القمح غنية بالمواد الغذائية التي تشمل البروتين والنشا وفيتامين هـ، وفيتامينات ب، والنياسين والريبوفلافين والثيامين، كما أن الحبوب تحتوي أيضًا على معادن أساسية مثل الحديد والفوسفور.
يُصنع دقيق القمح الكامل من كلّ الحبة، ولهذا فإنه يحتوي على المواد الغذائية الموجودة في كل أجزائها. ولإنتاج دقيق أبيض، يقوم أصحاب المطاحن بطحن الجزء الرخو الأبيض الداخلي من الحبوب فقط الذي يطلق عليه السويداء (الإندوسبيرم) وهو الذي يحتوي على الجلوتين وجميع النشا تقريبًا الموجود في الحبَّة. والدقيق الأبيض يفتقر إلى الفيتامينات والمعادن التي توجد في النخالة؛ أي الغلاف القوي الذي يكسو الحبة والجرثومة أو الجنين (مرحلة ما قبل التطور). وفي الولايات المتحدة، وكندا وعدد من الدول الأخرى يضيف الطحّانون والخبّازون فيتامينات ب والحديد إلى معظم الدقيق الأبيض لرفع قيمته الغذائية، ويسمى الدقيق المدعم.
الباستا: يعد القمح المكوّن الرئيسي في المعكرونة، والإسباجتي، والأشكال الأخرى من الباستا. وتصنع معظم الباسْتا من السِّيمولينا، وهي حبوب قمح المعكرونة خشنة الطحن. ويُضيف صُنّاع منتجات الباستا ماء ومكونات أخرى إلى السيمولينا لتكوين قوام عَجيني سميك أو عجينة، ثم يضغطون هذه العجينة بقوّة خلال آلات تُشَكِّلها إلى معكرونة، وشعرية، وإسباجتي، وأشكال أخرى.
أغذية الإفطار. تُصنع كثير من أغذية الإفطار من القمح. وحبوب الإفطار الجاهزة التي تحتوي قمحًا تشمل: رقائق النخالة والقمح المنفوخ والبسكويت ورقائق القمح. أما حبوب الإفطار المطبوخة التي تُصنع من القمح فتشمل: كسرات القمح، والحبوب المملتة (حبوب منبتة بالنقع في الماء) والقمح الملفوف، وجريش القمح الكامل.
علف للماشية

تستخدم بعض أجنة القمح والردة التي تُنتج بعد طحن الدقيق الأبيض في أعلاف الدواجن والماشية، كما تقدم حبوب القمح علفاً لحيوانات المزارع عندما تكون التغذية به اقتصادية.
استعمالات أخرى

يُعد القمح كذلك مصدرًا لمواد معينة تستعمل لتحسين القيمة الغذائية، أو طعم الأغذية، إذ تُضاف أجنة القمح الغنية بالفيتامينات، وزيت بذرة القمح إلى بعض حبوب الإفطار، وأنواع الخبز المميزة، والأغذية الأخرى. كما يستخدم حمض الجلوتاميك الذي يتحصل عليه من القمح، في عمل جلوتامات أحادية الصوديوم، وهو ملح ذو نكهة خفيفة جذابة، إلا أنه يُظهر نكهة الأغذية الأخرى. تجفف سيقان نباتات القمح لعمل قشّ يمكن أن يجدل إلى سلال وقبعات، وتصنع منه ألواح للصناديق أو يستعمل سمادًا. وفي الصناعة تستخدم الأغلفة الخارجية لحبوب القمح في تلميع المعدن والزجاج. كما تصنع المواد اللاصقة التي تستخدم في لصق طبقات الخشب الرقائقي (الأبلكاش) من نشا القمح كما يستعمل الكحول الذي ينتج من القمح وقودًا وفي تصنيع مطاط صناعي ومنتجات أخرى.

## كيف يزرع القمح

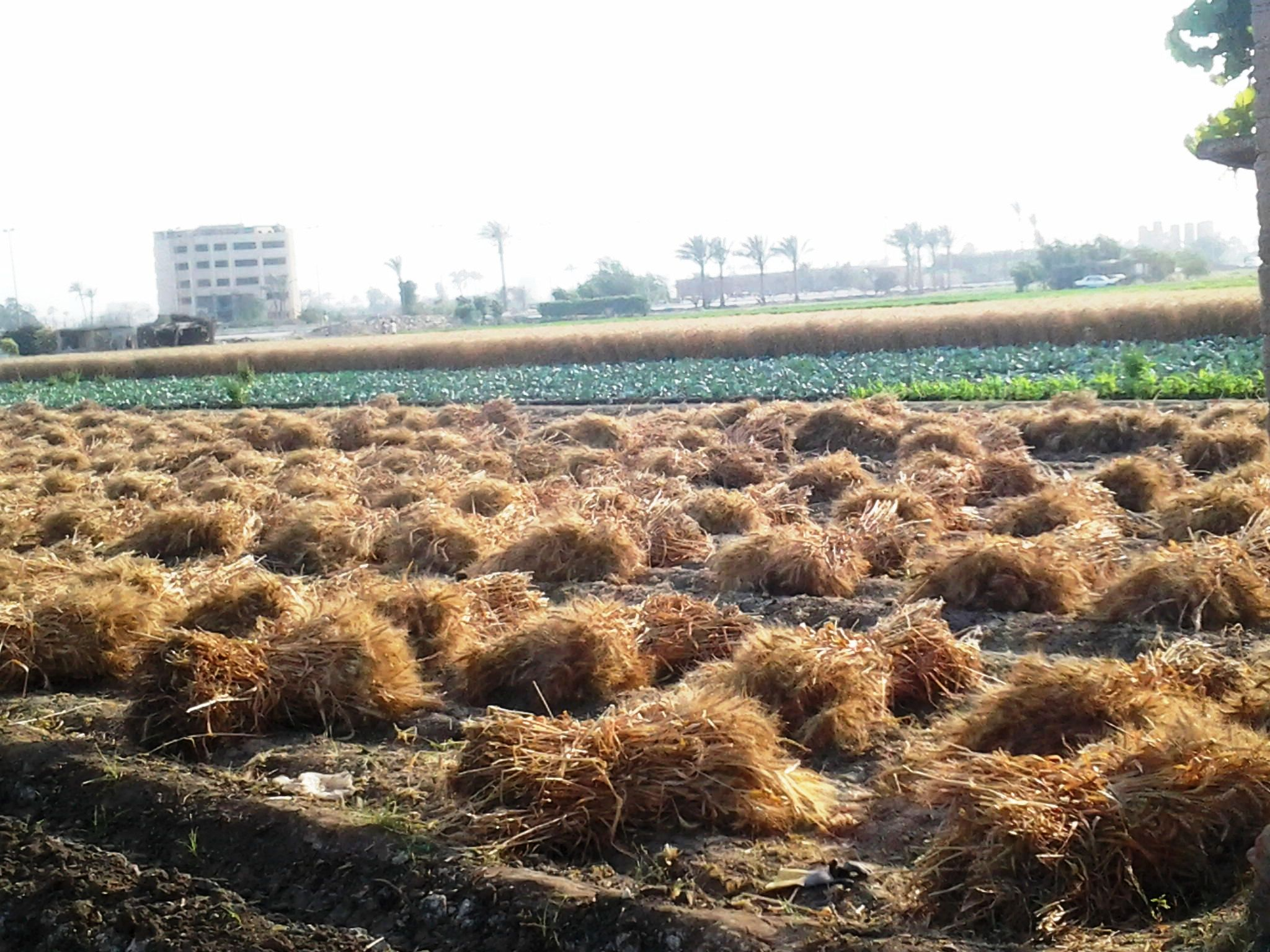
جمع محصول القمح في أحد الحقول المصرية.

ينمو القمح في ظروف مناخية وتربة تختلف اختلافًا واسعًا، إلا أن المحصول الجيد منه يتطلب ظروفًا جوية مناسبة، وتربة ملائمة للحصول على أعلى محصول. ولا بد لمزارعي القمح من استخدام التقاوي العالية الجودة والخالية من المرض، وأن يزرعوا ويحصدوا القمح في الوقت المناسب تمامًا. وبالإضافة إلى ذلك، فعليهم حماية المحصول النامي من التلف الناتج عن الأمراض والآفات.
تُعتبر الخطوات الأساسية لزراعة القمح واحدة تقريبًا في جميع أنحاء العالم. ومع ذلك، فإن مزَارع القمح تختلف في حجمها ومستويات الميكنة (العمل الذي تؤديه الآلات). ففي كثير من الدول غير الصّناعية، يستعمل مزارعو القمح حيوانات لتجرّ محاريثهم في حقولهم الصغيرة، بالإضافة إلى أنَّهم قد يزرعون ويحصدون محاصيلهم يدويّا. أما في الدول الصناعية، فإنّ القمح يُزرع كلّه تقريبًا في مزارع كبيرة بمساعدة الجرّارات والآلات المتخصّصة. ويصف هذا القسم كيف يُزرع القمح باستخدام الآلة في حقل كبير.

### الظروف المناخية
الظروف المناخية الجافة بعض الشيء، والمعتدلة، هي الأكثر ملاءمة لزراعة القمح. أما شدة الحرارة أو البرودة، أو المناخ الرطب جدًا أو الجاف جدًا، فتعد غير ملائمة لزراعة كل من القمح الربيعي والشتوي. فالظروف الجوية، بما فيها درجات الحرارة والأمطار، لها تأثير كبير في تحديد موسم زراعة القمح. ومن أسباب انخفاض المحصول الزراعة في وقت مبكر جدًّا أو متأخرجدًًا، كما تعرض الزراعة المتأخرة للقمح الشتوي المحصول للتلف نتيجة للبرودة.
يبذر المزارعون القمح الشتوي في وقت يسمح للنّباتات الصغيرة بأن تصبح قوية، بدرجة تمكنها من مقاومة برودة الشتاء. ويقوم المزارعون في نصف الكرة الشمالي بزراعة القمح الشتوي مبكراً في أول سبتمبر، كما يمكن تأخير الزّراعة حتى أوائل نوفمبر في المناطق التي يتأخر فيها دخول فصل الشتاء. وفي مناطق القمح الشتوي الشمالية، قد يبذر المزارعون القمح في خطوط ضيِّقة على عمق بوصات قليلة. وعندما تمتلئ هذه الخطوط بالثلوج المتساقطة، فإنّها تعمل دثارًا يقي النباتات من البرد الشديد.
ويتعرض القمح الربيعي لمخاطر جوية أقل، لأن فترة نموه أقصر بكثير من القمح الشتوي. وقد يلجأ المزارعون في بعض المناطق إلى زراعة القمح الربيعي في أوائل مارس. أما في المناطق الأكثر برودة، فإن المزارعين ينتظرون حتى منتصف أبريل لزراعة القمح الربيعي. ويتبع المزارعون في نصف الكرة الجنوبي، المواسم المناسبة لهم في أقطارهم.

### ظروف التربة
ينمو القمح بصورة جيدة في أنواع التربة التي يطلق عليها الطفالية الطينية والطفالية الغرينية.ويجب أن تحتوي التربة على نسبة عالية من المادة العضوية المتحللة كي توفر الغذاء لنباتات القمح. فإذا كانت التربة فقيرة في بعض العناصر الغذائية، فإنه يمكن للمزارع إضافتها في صورة سماد.
وفي كثير من أنحاء العالم يزرع المزارعون القمح في الأرض نفسها في كل عام. ونتيجة لذلك، فإن التربة تفقد بعد عدة سنوات العناصر الغذائية اللازمة لإنتاج محصول جيد. وبالإضافة إلى ذلك فإن الرياح والماء يجرفان ويزيلان معظم العناصر الغذائية من التربة. وعادة ما يقوم المزارعون بأخذ عيِّنات من التربة لاختبارها لمعرفة مدى احتوائها على العناصر الغذائية الضرورية. وتبيِّن مثل هذه الاختبارات درجة حموضة التربة. وإذا أصبحت التربة حمضية أكثر من اللازم فإن القمح لا ينمو جيدًا، بل قد يصل الأمر إلى عدم الإنبات، وحينئذ يستطيع المزارعون إضافة السماد والجير إلى التربة لتعويض العناصر الغذائية وخفض درجة الحموضة.
وبعض المزارعين لا يزرعون القمح في الأرض نفسها كل عام، وإنما يزرعونه في دورة مع محاصيل مثل البرسيم، والذرة الشامية، والشوفان، وفول الصويا، وهذا الأسلوب يُعيد العناصر الغذائية إلى التربة ويعين على مقاومة الأمراض والآفات. ويلجأ المزارعون في المناطق القليلة الأمطار إلى زراعة الحقل مرة كل سنتين. وفي السنوات التي لا يزرع فيها القمح، تُترك الأرض بورًا حتى تتمكن من تخزين الرّطوبة.

### تجهيز التربة
يجهز مزارعو القمح حقولهم للمحصول التالي بالحرث الذي يبدؤونه في أسرع وقت بعد الحصاد. ويعمل الحرث على تهوية سطح التربة ويسمح للرطوبة أن تُمتص إلى داخل الأرض، حيث تختزن للمحصول التالي، كما أنه يدفن الأعشاب الضارة ومخلّفات المحصول السابق. وعندما تتحلل هذه المادة النباتية تنساب فيها العناصر الغذائية التي يتغذى بها النبات الجديد. وفي المناطق التي تعاني من الانجراف يستعمل المزارعون المحراث الذي يفكك التربة، ولكنه يترك النباتات على السطح فتساعد على تقليل الانجراف.
وقبل زراعة القمح مباشرة، يجهّز المزارعون مهد الحبة بآلة تسمى المسحاة النابضية الأسنان. وللأمشاط نتوءات معدنية حادة تكسِّركتل الأرض إلى قطع صغيرة بحيث تكون سهلة لينة في تجمعها بعضها قرب بعض حول بذور القمح.

### الزراعـــــة
يستعمل المزارعون في عملية بذر تقاوي القمح آلة يسحبها جرار تسمى البذارة. وهي تحفر خطوطاً في الأرض بعمق يكفي لزراعة الحبوب، وفي الوقت نفسه تُسقط الآلة الحبوب، واحدة تلو الأخرى، داخل الخطوط وتغطيها بالتربة. وتقوم بعض البذارات أيضًا بإسقاط كمية من السماد مع الحبة. ويمكن ضبط البذّارة لزراعة العدد المطلوب من الحبوب في الفدان الواحد. وتتراوح معدلات التقاوي من حوالي 0,04م§ للهكتار في الأقاليم الجافة إلى 0,17م§ للهكتار في الأقاليم الرطبة. وتعادل هذه الكمية من التقاوي 40 كجم للهكتار إلى 170كجم للهكتار في المناطق الجافة والرطبة على التوالي. ويستطيع المزارع باستعمال بذارة كبيرة، أن يزرع أكثر من 81 هكتارًا من القمح في اليوم.

### الرعاية أثناء النمو
يتعرض نبات القمح للتَّلف نتيجة للإصابة بالأمراض والآفات الحشرية والحشائش الضارة. ويستخدم مزارعو القمح عدة طرق لمنع حدوث مثل هذا التلف.
مكافحة الأمراض:
يعتبر الصدأ أكثر أمراض القمح خطورة. ويسبب هذا المرض فطريات تنمو على نبات القمح وينتج عنها بقع صغيرة في لون الصدأ على الأوراق والسيقان والسنابل، ثم تتحول البقع بعد ذلك إلى لون بُني. يستمد الفطر الغذاء والماء من نبات القمح، الأمر الذي قد يحول دون تكون الحبوب. وهناك نوعان من الصدأ: صدأ الأوراق، وصدأ السيقان. غير أن بعض أصناف القمح تكون أكثر مقاومة لأنواع معينة من الصدأ. ويواصل مستولدو السلالات النباتية استنباط المزيد من أصناف القمح التي تستطيع مقاومة الصدأ. يوجد مرض فطري آخر خطير يصيب حبوب القمح، وهو السناج. وينقسم إلى نوعين رئيسيين هما: السناج النّتن، والسناج السائب. وفي مرحلة السناج النتن تمتلئ حبوب القمح المصابة بكتلة سوداء من جراثيم السناج النتن، ويطلق على هذه الحبوب المصابة كرات السناج، وهي التي تطلق ـ عندما تتكسر ـ رائحة عفنة. وإذا تكسرت كرات السناج أثناء الحصاد، تنتشر الجراثيم وتتلوّث آلاف الحبوب الأخرى. أما إذا بذرت الحبوب المصابة، فإن المحصول التالي سيكون عرضة للإصابة. وتحل جراثيم السناج السوداء محل الحبوب والقشور في نباتات القمح المصابة بالسناج السائب، ثم تحمل الرياح هذه الجراثيم إلى نباتات قمح أخرى فينتشر المرض. ويستطيع المزارعون مقاومة النوعين من السناج بمعالجة التقاوي قبل الزراعة، أو برش محاصيلها بمواد كيميائية تقتل الجراثيم. وهناك بعض أصناف القمح المقاومة لأمراض السناج. تهاجم أمراض عديدة أخرى القمح، غير أنها لا تسبب في معظم الحالات تلفًا كبيرًا. وهي تشتمل على السناج اللوائي وتلطخ القنابع والتلطخ الورقي، والجَرَب والاستحواذ الكلبي، واسوداد العصافة والتبرقش.
مقاومة الآفات الحشرية:
قد يصل التلف الذي تسببه الحشرات إلى 30% من محصول القمح العالمي كل عام. ويهاجم أكثر من 100 نوع مختلف من الحشرات القمح. وتتضمن بعض هذه الأنواع الجنادب والجراد التي تأكل سيقان وأوراق نبات القمح. أما الديدان السلكية، والديدان القارضة، وبعض الحشرات الأخرى، فتأكل الجذور والحبوب أو تقرض ساق القمح عند سطح التربة. وتمتص حشرات أخرى تشمل ذباب هسِّي العصير من السيقا

## الوصف النباتي
نبات عشبي حولي. يتكون من الأجزاء الآتية:

### الجذر
يتكون المجموع الجذري من مجموعتين من الجذور، الأولى الجذور الجنينية وتخرج من الجنين عند الإنبات والثانية مجموعة الجذور العرضية وتنشأ من عقد الساق السفلي وينشأ على كل شطاء (فرع) مجموعه الجذري الذي يمده باحتياجاته الغذائية والماء، ويشغل المجموع الجذري نحو 60 – 80 سم العليا من الأرض ويتركز في الطبقة العليا. وينحصر نمو الجذور في منطقة تمتد نحو 10 مم خلف قمة الجذر وتختلف سرعة امتداد الجذور كثيرا أثناء النمو، حيث تكون السرعة كبيرة أثناء فترة اعتماد البادرات على الغذاء المخزن بالحبوب. تؤثر كثير من العوامل على نمو المجموع الجذري وتتوقف نسبة وزن المجموع الجذري إلى المجموع الهوائي على كثير من العوامل وعموما تزداد نسبة وزن الجذور إلى وزن المجموع الهوائي بانخفاض درجات الحرارة وبازدياد شدة الإضاءة وبازدياد الإجهاد المائي وبنقص محتوى النيتروجين في الأرض. وتختلف أوراق النبات فيما بينها بمقدار ما تساهم به في إمداد المجموع الجذري بالغذاء وتعتبر الأوراق السفلى على نبات القمح المصدر الرئيسي لامداد المجموع الجذري بنواتج الأيض.

### الساق
الساق اسطوانية قائمة ناعمة أو خشنة جوفا باستثناء العقد، ويوجد نخاع لين بسوق القمح الطري والقمح القاسي. ويختلف ارتفاع نبات القمح اختلافا واسعا بين الأصناف إذ يبلغ نحو 0.3 متر في الأصناف القصيرة جدا ونحو 1.5 متر في الأصناف الطويلة. تتكون الأشطاء من البراعم الموجودة بأباط الأوراق على العقد التاجية أسفل سطح الأرض وتنشأ الأشطاء من البرعم الثاني والثالث عادة أو من براعم أعلى من ذلك بينما يظل البرعم في إبط الريشة ساكنا ثم يموت وتتكون أشطاء من البراعم القاعدية على الأشطاء ويسمى هذا النظام من التفريغ بالتفريغ القاعدي، ويتراوح عدد أشطاء القمح من 30 إلى 100 شطء ويؤثر على ذلك كثير من العوامل وأهمها السلف وخصوبة الأرض وكثافة النباتات وشدة الإضاءة ويحمل النبات عموما 2 إلى 3 أشطاء تحت ظروف الحقل المزدحمة. ولا تستقل الأشطاء عن آبائها في تغذيتها إلا بعد تكوين ثلاثة أوراق بالغة حيث يكون قد تكون مجموع جذري عرضي عند قاعدة الشطء. تتكون الساق من 5 إلى 7 سلاميات مغلفة بأغماد الأوراق لتوفير الحماية للساق أثناء النو، ويختلف أطوال السلاميات على طول النبات ويزداد طولها من السلامية السفلى إلى السلامية العليا وتشكل السلامية العليا للساق نحو نصف ارتفاع النبات.

### الورقة
توجد ورقة واحدة عند كل عقدة تتكون الورقة الخضرية من غمد كامل من أسفل ومنشق على طوله من الجهة المقابلة للنصل، ويحيط الغمد تماما بالنصل، والنصل ضيق إلى رمحي شريطي والطرف مستدق ويوجد لورقة القمح زوج من الأذينات عند قاعدة النصل إذ يوجد أذين على كل جانب.

### النورة
النورة سنبلة تحمل من 10 إلى 30 سنيبلة ويتراوح طولها بين 5 إلى 17 سم والسنيبلات فردية جالسة عند نهاية كل سلامية مرتبة بالتبادل على محور السنبلة، السلاميات ضيقة عند القاعدة وعريضة عند القمة مما يجعل شكل النورة متعرجا.

### الثمرة
الثمرة بُرّة بيضية يمتد مجرى بوسط الحبة من القمة إلى القاعدة بالجهة البطنية للحبة محدبة من السطح الزهري والغلاف الثمري مجعد على الجنين ويتراوح عدد الحبوب السنبلية من 25 إلى 106 حبة.

## البلدان المنتجة للقمح
في عام 2003، كان معدل استهلاك القمح العالمي 67 كيلوغراما للفرد، وفقا لأعلى معدل استهلاك للفرد (239 كلغ) وجدت في قيرغيزستان.، وخلافا للأرز، إنتاج القمح أكثر انتشارا على مستوى العالم على الرغم من نصيب الصين ما يقرب من سدس العالم.

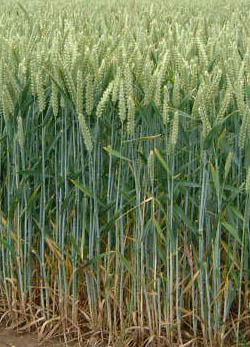
سنابل القمح

| أكبر الدول المنتجة القمح (2014)      | الإنتاج (مليون طن متري) |
| ------------------------------------ | ----------------------- |
| الصين                                | 126                     |
| الهند                                | 96                      |
| روسيا                                | 60                      |
| الولايات المتحدة                     | 55                      |
| فرنسا                                | 39                      |
| كندا                                 | 29                      |
| ألمانيا                              | 28                      |
| باكستان                              | 26                      |
| أستراليا                             | 25                      |
| أوكرانيا                             | 24                      |
| المجموع العالمي                      | 729                     |
| المصدر: منظمة الأغذية والزراعة (FAO) |                         |

### مواعيد حصاد القمح
يحصد القمح في كل يوم من كل شهر في مكان من العالم، والجدول التالي يبين مواعيد الحصاد في البلدان الرئيسية المنتجة للقمح:
- يناير/كانون الثاني: الأرجنتين، أستراليا، تشيلي، نيوزيلندا.
- فبراير/شباط: أوروغواي، بورما، تشيلي، نيوزيلندا.
- مارس/آذار: مصر (الوجه القبلي)، الهند.
- أبريل/نيسان: إيران، مصر (الوجه البحري)، المغرب، المكسيك، الهند.
- مايو/أيار: إسبانيا، الجزائر، الصين، اليابان، جنوب غربي الولايات المتحدة.
- يونيو/حزيران: إسبانيا، إيطاليا، البرتغال، تركيا، تونس، سوريا، الصين، العراق، جنوب فرنسا، الولايات المتحدة جنوب خط عرض 40°م، اليونان.
- يوليو/تموز: ألمانيا، جنوب إنكلترا، أوكرانيا، بلغاريا، روسيا، رومانيا، فرنسا، كازاخستان، كرواتيا، المجر، مولدوفا، شمال الولايات المتحدة، يوغوسلافيا.
- أغسطس/آب: شمالي إنجلترا، أوكرانيا، بلجيكا، الدنمارك، روسيا، كازاخستان، كندا، مولدوفا، هولندا، شمال الولايات المتحدة.
- سبتمبر/أيلول وتشرين الأول: اسكتلندا، أجزاء من كندا، كازاخستان، روسيا، دول إسكندنافيا.
- نوفمبر/تشرين الثاني: الأرجنتين، البرازيل، فنزويلا، جنوب إفريقيا.
- ديسمبر/كانون الأول: الأرجنتين، أستراليا.

## آفات وأمراض القمح
يصيب القمح عدد من الآفات أهمها حشرة السونة بالإضافة إلى أمراض مثل التبقع القصديري والبياض الدقيقي ومغزلاوية النجيليات.

## مقارنة بين أهم الأغذية الأساسية
| المحصول:                            | ذرة [A] | أرز [B] | قمح [C] | بطاطا [D] | بفرة [E] | فول الصويا (خضراء) [F] | بطاطا حلوة [G] | سورغم [H] | يام [Y] | موز الجنة [Z] |
| ----------------------------------- | ------- | ------- | ------- | --------- | -------- | ---------------------- | -------------- | --------- | ------- | ------------- |
| العنصر (في كل 100غرام)              | الكمية  | الكمية  | الكمية  | الكمية    | الكمية   | الكمية                 | الكمية         | الكمية    | الكمية  | الكمية        |
| ماء (غرام)                          | 10      | 12      | 13      | 79        | 60       | 68                     | 77             | 9         | 70      | 65            |
| طاقة (كيلو جول)                     | 1528    | 1528    | 1369    | 322       | 670      | 615                    | 360            | 1419      | 494     | 511           |
| بروتين (غرام)                       | 9.4     | 7.1     | 12.6    | 2.0       | 1.4      | 13.0                   | 1.6            | 11.3      | 1.5     | 1.3           |
| دهون (غرام)                         | 4.74    | 0.66    | 1.54    | 0.09      | 0.28     | 6.8                    | 0.05           | 3.3       | 0.17    | 0.37          |
| كربوهيدرات (غرام)                   | 74      | 80      | 71      | 17        | 38       | 11                     | 20             | 75        | 28      | 32            |
| ألياف (غرام)                        | 7.3     | 1.3     | 12.2    | 2.2       | 1.8      | 4.2                    | 3              | 6.3       | 4.1     | 2.3           |
| سكر (غرام)                          | 0.64    | 0.12    | 0.41    | 0.78      | 1.7      | 0                      | 4.18           | 0         | 0.5     | 15            |
| كالسيوم (ملغرام)                    | 7       | 28      | 29      | 12        | 16       | 197                    | 30             | 28        | 17      | 3             |
| حديد(ملغرام)                        | 2.71    | 0.8     | 3.19    | 0.78      | 0.27     | 3.55                   | 0.61           | 4.4       | 0.54    | 0.6           |
| مغنيسيوم (ملغرام)                   | 127     | 25      | 126     | 23        | 21       | 65                     | 25             | 0         | 21      | 37            |
| فوسفور (ملغرام)                     | 210     | 115     | 288     | 57        | 27       | 194                    | 47             | 287       | 55      | 34            |
| بوتاسيوم (ملغرام)                   | 287     | 115     | 363     | 421       | 271      | 620                    | 337            | 350       | 816     | 499           |
| صوديوم (ملغرام)                     | 35      | 5       | 2       | 6         | 14       | 15                     | 55             | 6         | 9       | 4             |
| زنك (ملغرام)                        | 2.21    | 1.09    | 2.65    | 0.29      | 0.34     | 0.99                   | 0.3            | 0         | 0.24    | 0.14          |
| نحاس (ملغرام)                       | 0.31    | 0.22    | 0.43    | 0.11      | 0.10     | 0.13                   | 0.15           | -         | 0.18    | 0.08          |
| منغنيز (ملغرام)                     | 0.49    | 1.09    | 3.99    | 0.15      | 0.38     | 0.55                   | 0.26           | -         | 0.40    | -             |
| سيلينيوم (ميكروغرام)                | 15.5    | 15.1    | 70.7    | 0.3       | 0.7      | 1.5                    | 0.6            | 0         | 0.7     | 1.5           |
| فيتامين C (ملغرام)                  | 0       | 0       | 0       | 19.7      | 20.6     | 29                     | 2.4            | 0         | 17.1    | 18.4          |
| ثيامين (ملغرام)                     | 0.39    | 0.07    | 0.30    | 0.08      | 0.09     | 0.44                   | 0.08           | 0.24      | 0.11    | 0.05          |
| ريبوفلافين (ملغرام)                 | 0.20    | 0.05    | 0.12    | 0.03      | 0.05     | 0.18                   | 0.06           | 0.14      | 0.03    | 0.05          |
| نياسين (ملغرام)                     | 3.63    | 1.6     | 5.46    | 1.05      | 0.85     | 1.65                   | 0.56           | 2.93      | 0.55    | 0.69          |
| حمض البانتوثنيك (ملغرام)            | 0.42    | 1.01    | 0.95    | 0.30      | 0.11     | 0.15                   | 0.80           | -         | 0.31    | 0.26          |
| فيتامين B6 (ملغرام)                 | 0.62    | 0.16    | 0.3     | 0.30      | 0.09     | 0.07                   | 0.21           | -         | 0.29    | 0.30          |
| حمض الفوليك الإجمالي (ميكروغرام)    | 19      | 8       | 38      | 16        | 27       | 165                    | 11             | 0         | 23      | 22            |
| فيتامين A (وحدة دولية)              | 214     | 0       | 9       | 2         | 13       | 180                    | 14187          | 0         | 138     | 1127          |
| فيتامين E، ألفا توكوفيرول (ملغرام)  | 0.49    | 0.11    | 1.01    | 0.01      | 0.19     | 0                      | 0.26           | 0         | 0.39    | 0.14          |
| فيتامين K1 (ميكروغرام)              | 0.3     | 0.1     | 1.9     | 1.9       | 1.9      | 0                      | 1.8            | 0         | 2.6     | 0.7           |
| بيتا-كاروتين (ميكروغرام)            | 97      | 0       | 5       | 1         | 8        | 0                      | 8509           | 0         | 83      | 457           |
| لوتين+زياكسانثين (ميكروغرام)        | 1355    | 0       | 220     | 8         | 0        | 0                      | 0              | 0         | 0       | 30            |
| أحماض دهنية مشبعة (غرام)            | 0.67    | 0.18    | 0.26    | 0.03      | 0.07     | 0.79                   | 0.02           | 0.46      | 0.04    | 0.14          |
| أحماض دهنية غير مشبعة احادية (غرام) | 1.25    | 0.21    | 0.2     | 0.00      | 0.08     | 1.28                   | 0.00           | 0.99      | 0.01    | 0.03          |
| أحماض دهنية غير مشبعة متعددة (غرام) | 2.16    | 0.18    | 0.63    | 0.04      | 0.05     | 3.20                   | 0.01           | 1.37      | 0.08    | 0.07          |

| A ذرة، صفراء                |  |  |  |  |  |  |  |  | B أرز، أبيض، طويل الحبة،عادي، خام، غير مدعم |
| C قمح، شتوي أحمر صلب        |  |  |  |  |  |  |  |  | D بطاطا، كاملة بالقشور، خام                 |
| E بفرة، خام                 |  |  |  |  |  |  |  |  | F فول الصويا، خضراء، خام                    |
| G بطاطا حلوة، خام، غير معدة |  |  |  |  |  |  |  |  | H سورغم، خام                                |
| Y يام، خام                  |  |  |  |  |  |  |  |  | Z موز الجنة، خام                            |

## معرض صور

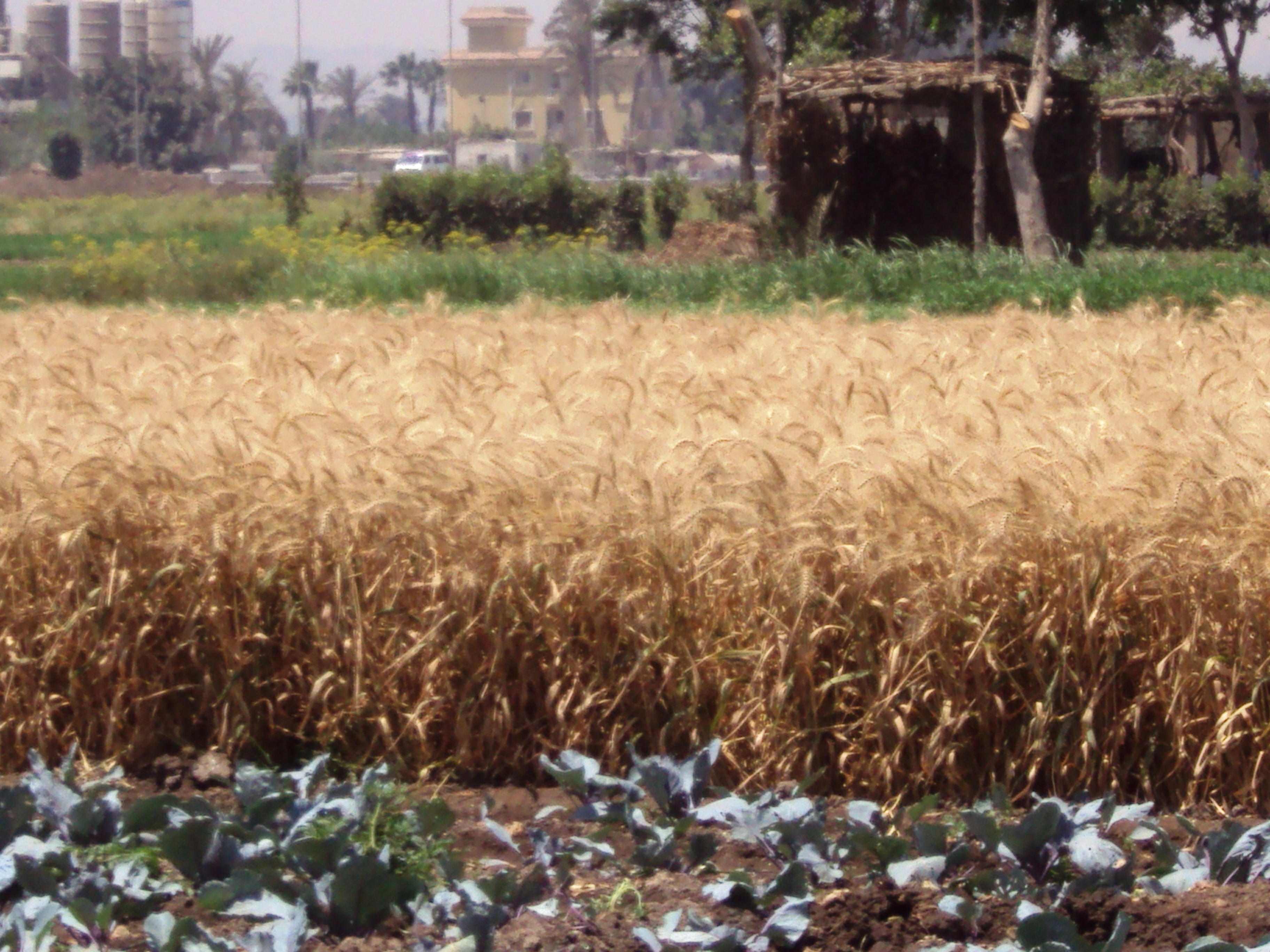
أحد حقول القمح في الجيزة، مصر.
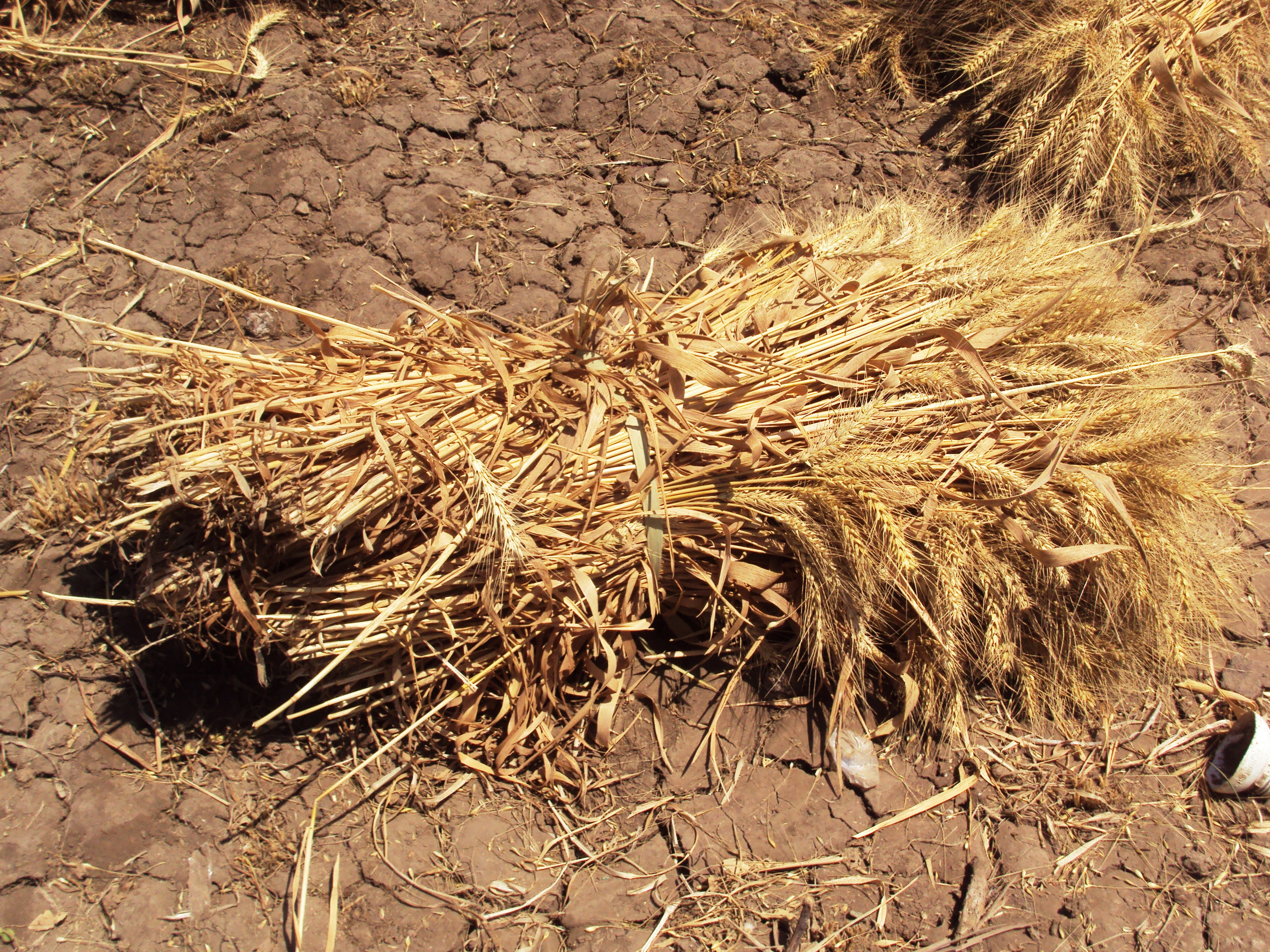
موسم حصاد القمح في مصر (كتلة واحدة).
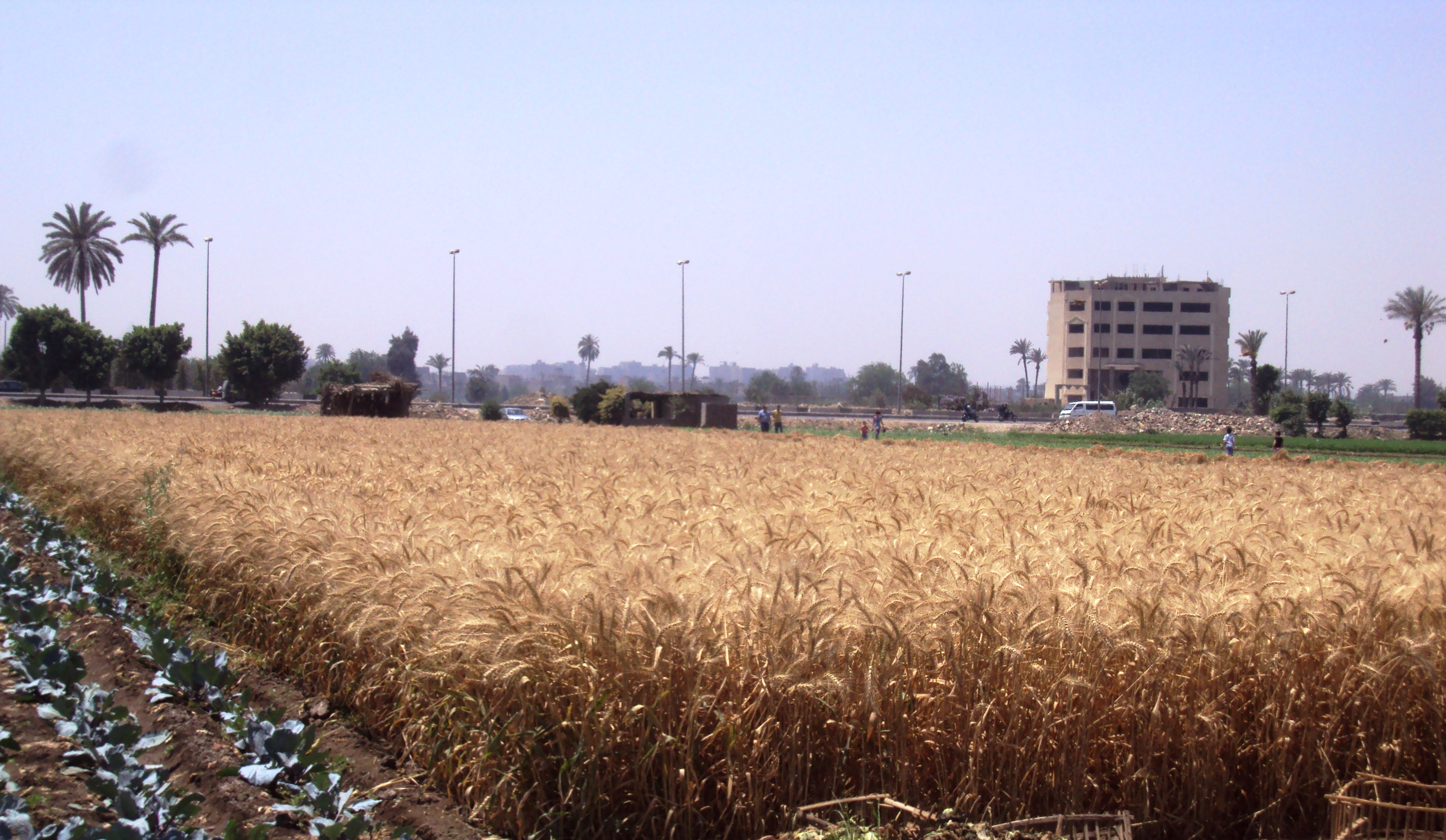
حقول القمح.
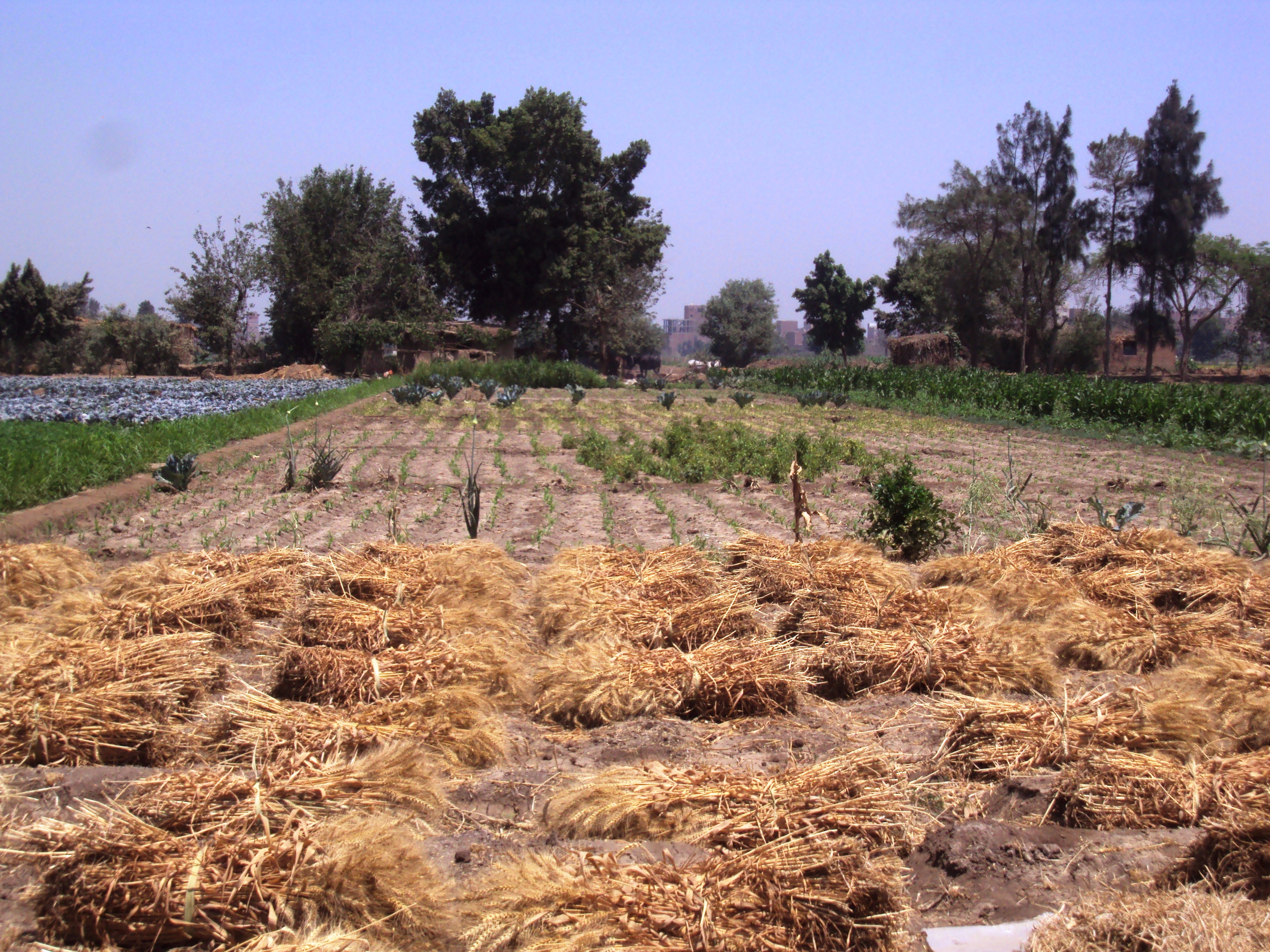
جمع محصول القمح.
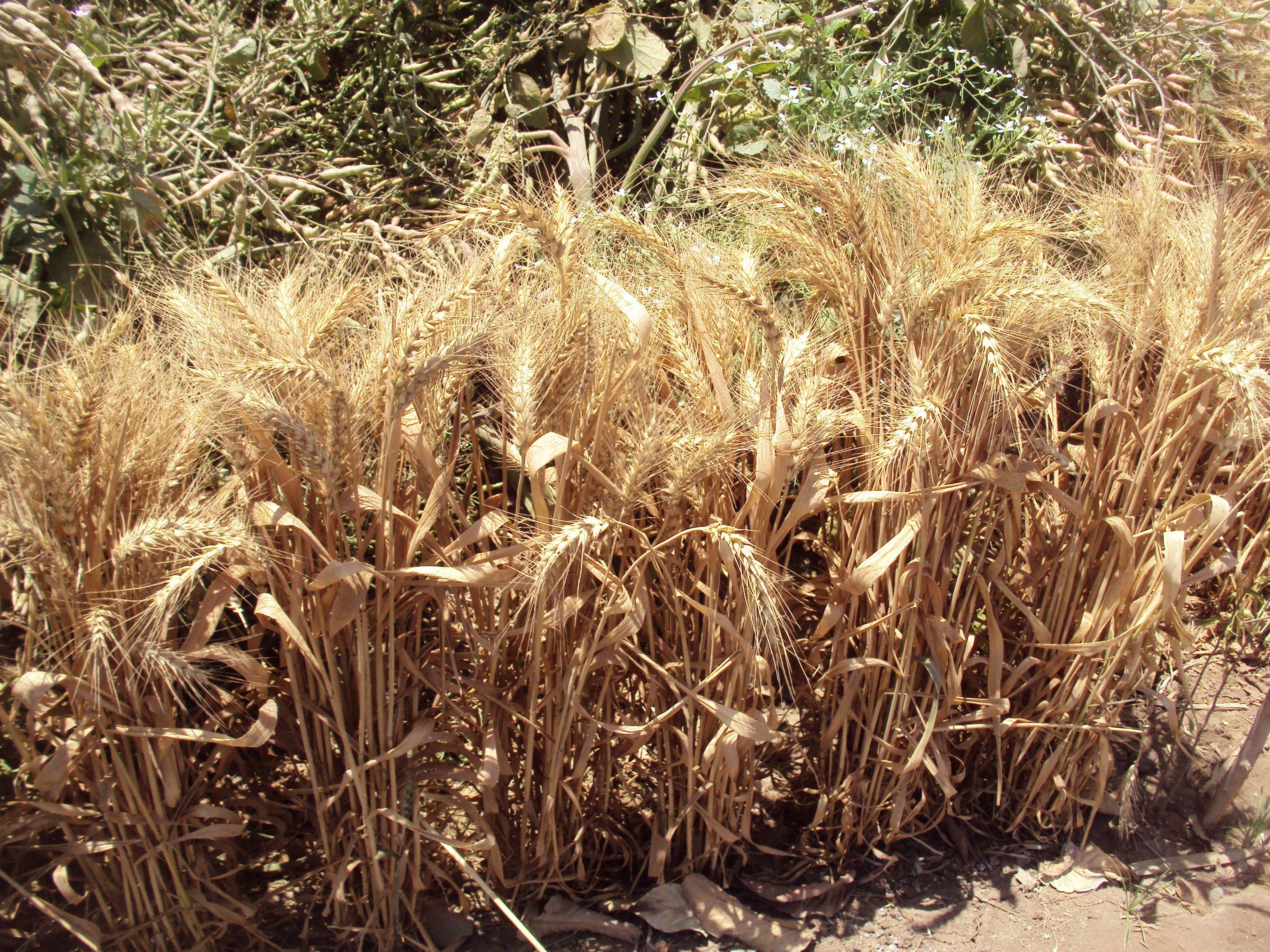
نبات القمح في أحد الحقول المصرية.
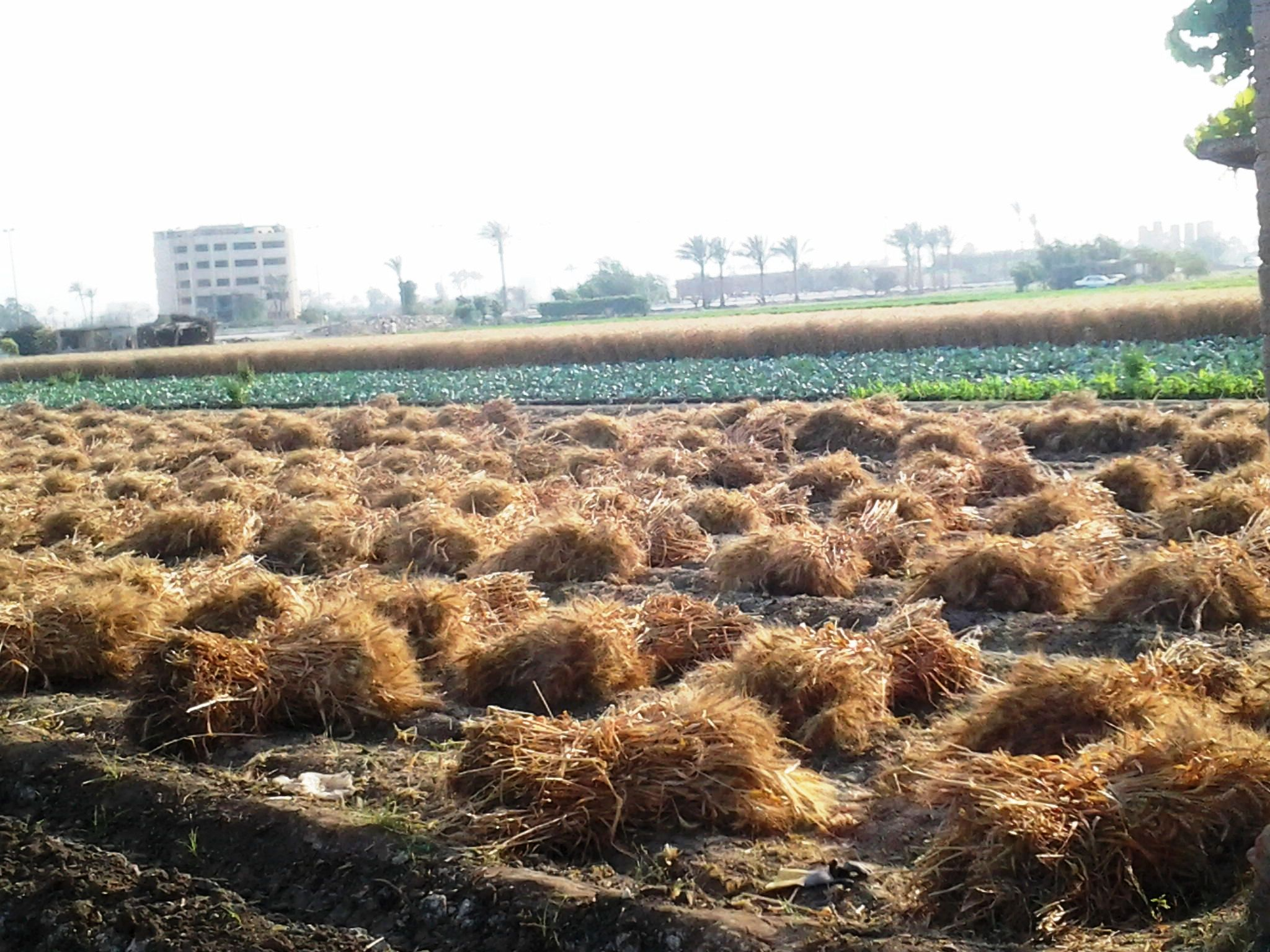
جمع محصول القمح.

#### مواضيع متعلقة
- إحصائيات إنتاج القمح عالميا
- طحين
- حبوب
- ماتشيكا